# Usine n°112 Krasnoïé Sormovo
Le chantier naval Krasnoïé Sormovo n°112, nommé d'après Andreï Jdanov (en russe: Судостроительное предприятие "Красное Сормово" имени А. А. Жданова), est l'un des plus anciens chantiers de construction navale en Russie, situé dans le district de Sormovsky de Nijni Novgorod (anciennement appelé Gorky).

## Histoire

### Origines
Le chantier naval fut créé en 1849 par l’Usine de machines de Nijni Novgorod (Нижегородская машинная фабрика) et la Société de navigation à vapeur de la Volga (Волжское пароходство). Il s'appelait à l'origine l’Usine de machines de Nijni Novgorod. En 1851, l'usine commença la construction de bateaux à vapeur en métal. Trois ans plus tard, elle développa la production de goélettes à propulsion par hélices. En 1858, l'usine de machines de Nijni Novgorod produisit la première drague à vapeur russe. En 1870, le premier four Martin russe fut construit par le chantier, suivi d'un navire à vapeur à deux étages, le Perevorot, un an plus tard. En 1913, elle produisit le Danilikha, un cargo à grande vitesse. L'usine construisit 489 navires entre 1849 et 1918. Elle produit également des machines à vapeur, des voitures hippomobiles, des locomotives à vapeur, des tramways, des ponts, des moteurs diesel, des canons, des pontons et des projectiles.

### Constructeur de locomotives à vapeur

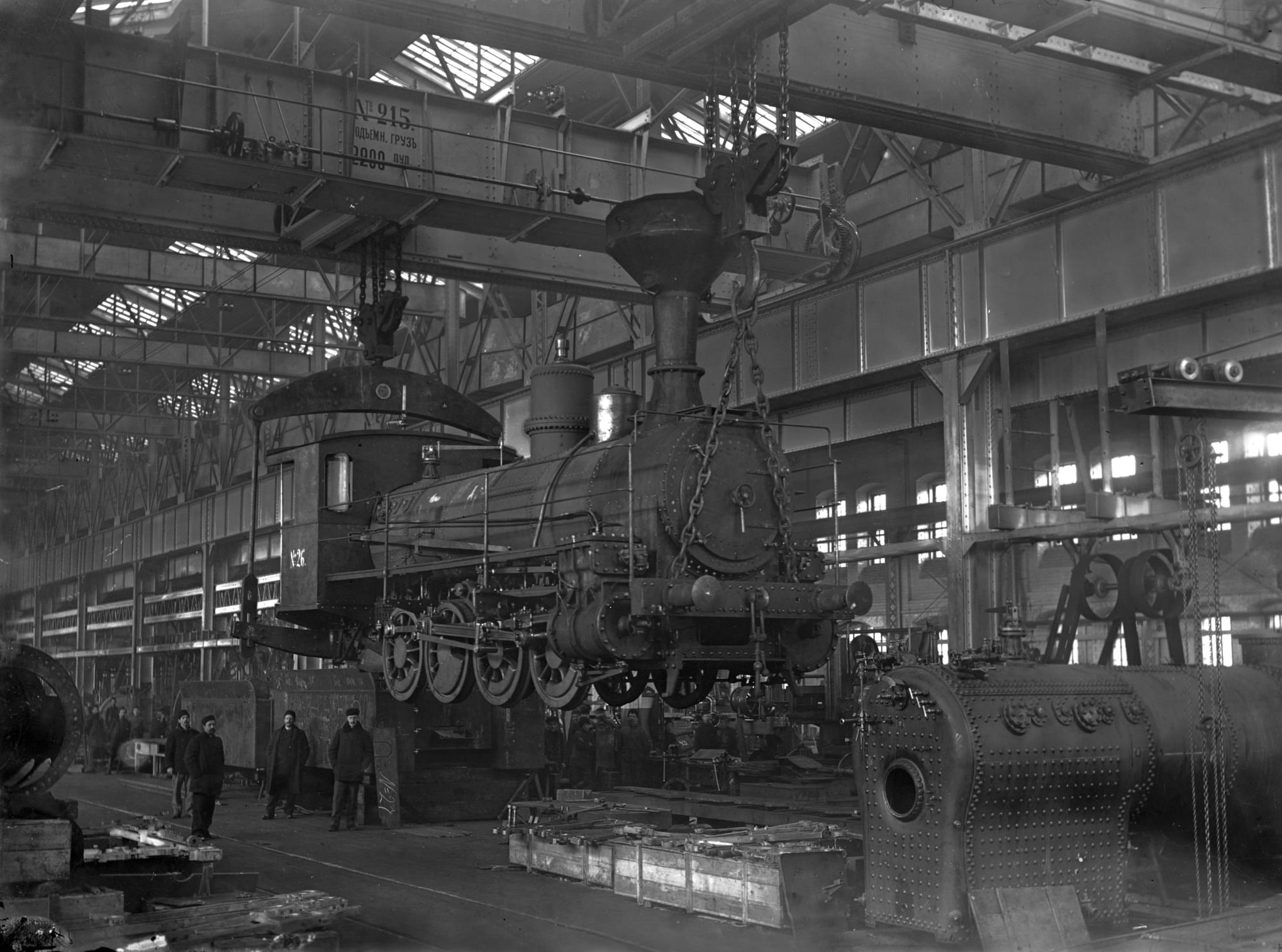
Locomotive à vapeur du type O^{d} à l'usine Sormovo.

Depuis 1898, l'un des principaux produits de l’usine de Sormovo était les locomotives à vapeur, bien que l’usine continuait à construire des bateaux à roues à aubes pour le service sur la Volga et, à moindre échelle, d'autres produits industriels. La liste des produits de l'usine de cette période est préservées dans des revues trouvées dans des collections en Russie et ailleurs. L’usine de Sormovo publia dans de nombreux magazines industriels, les dernières annonces furent imprimées en 1916. L'usine eut des liens étroits avec la Locomotivfabrik Krauss à Munich, en Allemagne, jusqu'au déclenchement de la Première Guerre mondiale en 1914. Krauss vendit les premières locomotives à vapeur au gabarit de 1,524 mm (5 pieds) à la métallerie de Sormovo en 1884. Nommée W.Schlüter, elle arborait le numéro opérationnel 1178/1884. La deuxième locomotive suivit en 1885, d’un gabarit de 900 mm (2 pi 11 pouces 7/16). Elle fut livrée au chemin de fer industriel interne de Sormovo avec le numéro 1668/1885. L’usine de Sormovo construisit même son propre embranchement ferroviaire reliant l'usine à la gare de Nijni Novgorod de la ligne de chemin de fer reliant Moscou à Nijni Novgorod.
De 1898 à 1917, l’usine de Sormovo construisit 2 164 locomotives à vapeur. De 1918 à 1935, 1 111 autres locomotives à vapeur au gabarit russe standard de 1,524 mm furent construites. Ensuite, durant une période de deux ans, Sormovo construisit 200 locomotives au gabarit de 750 mm (2 pi  5 pouces 1/2), après quoi l'usine arrêta sa production pour la fabrication de moteurs diesel de sous-marins. Après la guerre germano-soviétique de 1941-1945, la production de la locomotive à vapeur reprit ; cette fois-ci, la ligne de fabrication produisait la Su 2-6-2 (1C1-h2), quatrième et dernière version des locomotives à vapeur soviétique standard pour train de passagers. Au total, 411 locomotives à vapeur furent construites de 1947 à 1951.
La production totale de locomotives à vapeur en 1898 à 1951 s’élevait à 3 886 unités (Rakov 1995).

### Production militaire entre-deux-guerres

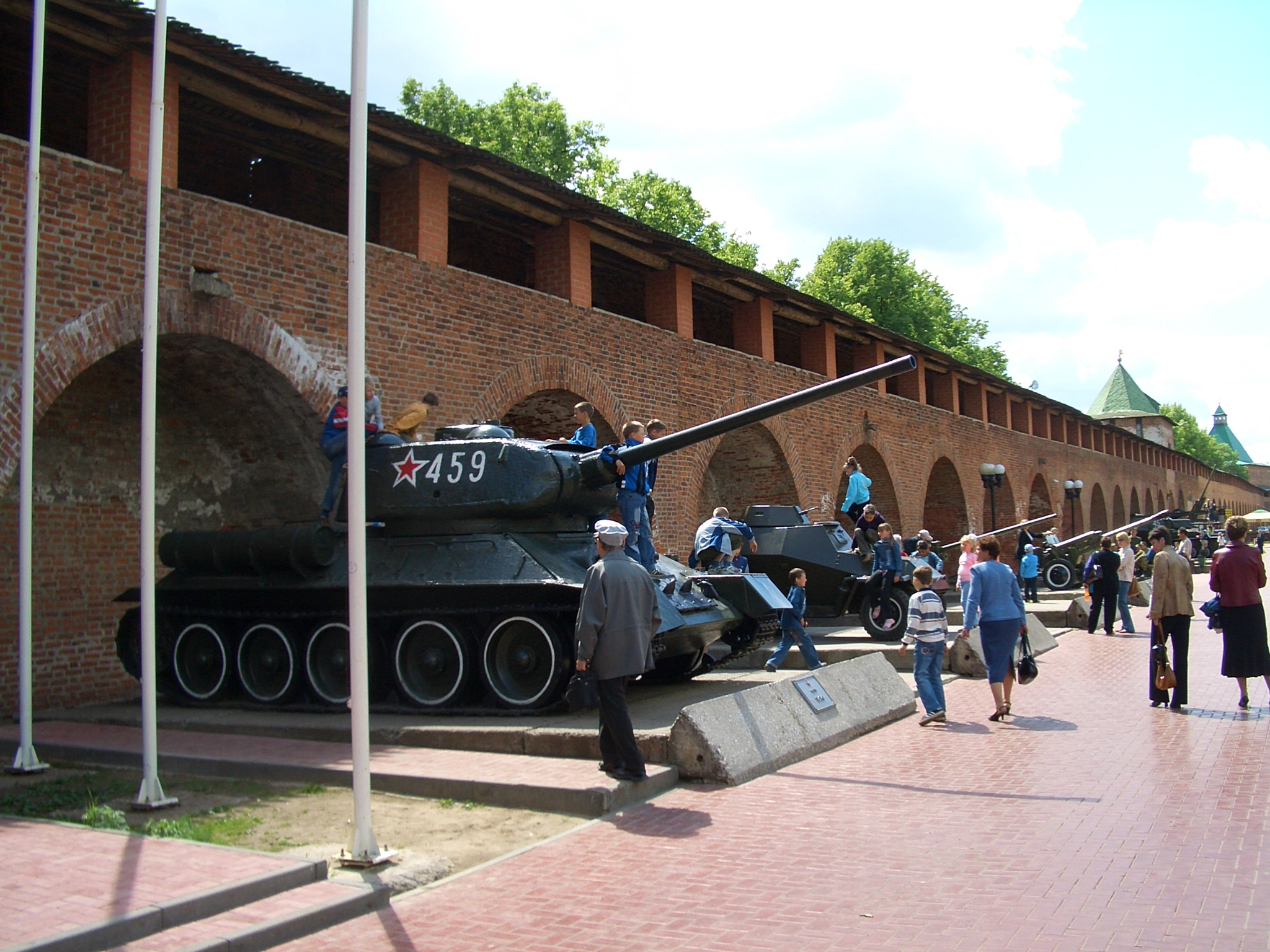
Un échantillon des produits de guerre de Krasnoïé Sormovo et d'autres usines situées à Nijni Novgorod est exposé au Kremlin de Nijni Novgorod.

Au cours de la guerre civile russe de 1918 à 1920, l'usine de machines de Nijni Novgorod construisit des trains blindés, des voitures blindées et des armes pour les navires de la flottille militaire de la Volga. En 1920, l'usine remit à neuf quatorze chars français Renault FT pour l'armée rouge, le Russkiy Renos, et assembla une nouvelle copie, nommée « chasseur de la liberté Lenine ». En 1922, l'usine changea de nom en ajoutant l'adjectif Krasnoïé (Rouge). Au cours de la guerre germano-soviétique de 1941 à 1945, l'usine de Krasnoïé Sormovo produisit des chars moyens T-34. La tourelle pour le T-34-85 fut conçue dans l’usine par V. Kerichev en 1943 (Zaloga 1984: 166).

### Construction navale après la Deuxième Guerre mondiale

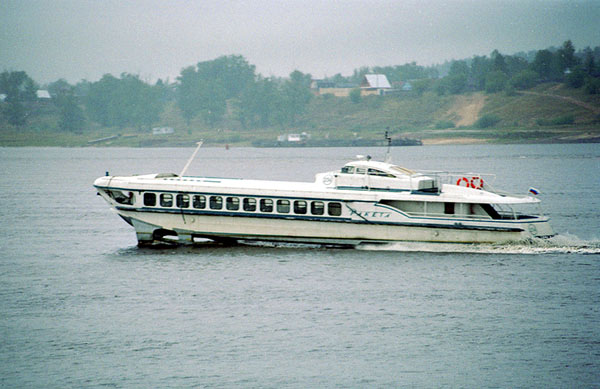
Un hydroptère Raketa sur la Volga.

Après la guerre, l'usine changea son mode de construction. Elle produisit des sections et de grand bloc de navires, de navires-citernes maritimes et fluviaux, des dragues d'aspiration et des navires dragueurs. L'usine Krasnoïé Sormovo était l'une des usines les plus innovantes d'URSS. Elle construisit le premier dispositif industriel soviétique pour le déversement continu d'acier, développa un procédé automatisé de coulage et de découpe de dalles avec l'utilisation de la technologie des radioisotopes, produisit les premiers hydroptères soviétiques (Raketa), conçut et construisit les navires à passagers à propulsion diesel-électrique, Lénine et Union soviétique pour la compagnie de navigation de la Volga, le premier aéroglisseur à passagers à grande vitesse Sormovich, des transbordeurs de trains diesel-électriques pour la liaison Bakou-Krasnovodsk et une unique grue flottante à double coque de 250 tonnes, Kyor-Ogly.
L'usine Krasnoïé Sormovo reçut deux ordres de Lénine (en 1943 et 1949), l’Ordre de la Révolution d'Octobre (en 1970), l’ordre de la guerre patriotique (1ère classe, en 1945) et l’ordre de la bannière rouge du travail (en 1939). L'usine existe encore aujourd’hui et fait maintenant partie de l’United Shipbuilding Corporation.